# Алфеус (острів)
Острів Алфеус (болг. остров Алфеус, трансліт. ostrov Alfeus, IPA: [ˈƆstrof ɐɫˈfɛos]) - це острів завдовжки 310 м на захід-південний захід у напрямку схід-північний схід і шириною 120 м скелястий острів, що лежить біля північного узбережжя острова Сміт на Південних Шетландських островах, Антарктида.

## Географія
Острів названий на честь океанічного риболовецького траулера Алфея болгарської компанії Ocean Fisheries - Бургас, судна якого експлуатувались у водах Південної Джорджії, Кергелена, Південних Оркнейських островів, Південних Шетландських островів та Антарктичного півострова з 1970 до початку 1990-х років. Болгарські рибалки, разом із Радянським Союзом, Польщею та Східною Німеччиною, є піонерами сучасної рибальської галузі Антарктики ".
Острів Алфей знаходиться за координатами 62°52′12.4″ пд. ш. 62°18′53″ зх. д. / 62.870111° пд. ш. 62.31472° зх. д., що є 660 м на північний захід від мису Сміт, 3.7 км на схід-північний схід від Точки Делян і 1,06 км на схід-південний схід від острова Барлоу .  Болгарське Картографування 2018 року.

## Карти
- Л. Л. Іванов. Антарктида: острів Лівінгстон та острів Сміт. Масштаб 1: 100000 топографічної карти. Фонд Манфреда Вернера, 2017; оновлено 2018.
- Антарктична цифрова база даних (ADD). [Архівовано 5 березня 2017 у Wayback Machine.] Масштаб 1: 250000 топографічної карти Антарктиди. Науковий комітет з антарктичних досліджень (SCAR). З 1993 року регулярно модернізується та оновлюється.

## Зовнішні посилання
- Острів Алфей. [Архівовано 15 лютого 2020 у Wayback Machine.] Супутникове зображення Copernix

Ця стаття використовує інформацію з Антарктичної комісії з географічних назв Болгарії, яка використовується з її дозволу.